# کامپیوترها و سازه‌ها
کامپیوترها و سازه‌ها، آی‌ان‌سی. (به انگلیسی: Computers and Structures) (اختصاری CSI)، یک شرکت نرم‌افزاری در زمینه مهندسی سازه و زمین‌لرزه است که توسط اشرف حبیب‌الله در سال ۱۹۷۵ در کالیفرنیا تأسیس شد. این شرکت نرم‌افزارهای سپ ۲۰۰۰، سی‌اس‌آی بریج، ایتبس، سیف، پرفورم-سه بعدی و سی‌اس‌آی کول را توسعه میدهد.
یکی از نرم‌افزارهای این شرکت به نام ایتبس در مدل‌سازی محاسباتی برج خلیفه در دبی توسط شرکت اسکیدمور، اوینگز و مریل واقع در شیکاگو، ایلینوی به کار گرفته شده است. این محاسبات شامل محاسبه بارهای ثقلی، زلزله، باد و قابلیت غیرخطی سازه شامل اثرات پی-دلتا میشوند.

## نرم‌افزارها
این شرکت نرم‌افزارهای متعددی را تولید کرده است: 

### ایتبس
معرفی
ایتبس (به انگلیسی: ETABS)، یک نرم‌افزار سازه ای جهت تحلیل و طراحی سازه‌های ساختمانی می‌باشد.  تمام المان‌های یک ساختمان برای برنامه شناخته شده‌هست. پردازنده‌های طراحی نرم‌افزار، بسیار کامل می‌باشد و تمام المان‌های ساختمان را می‌توان در این نرم‌افزار طراحی کرد.

#### تاریخچه
برنامه ای قدرتمند از گروه سی‌اس‌آی جهت آنالیز و طراحی سیستم‌های ساختمانی است. این برنامه برای اولین بار در سال ۱۹۸۴ ارائه گردید که نسخه‌های این برنامه در دهه ۱۹۹۰ میلادی به نام ایتبس ۹۰ و پس از آن به نام ایتبس ۲۰۰۰ معروف بود. محیط گرافیکی نرم‌افزار از ایتبس ۲۰۰۰ پدیدار شد. نسخه‌های بعدی با توجه به سال تولیدشان نامگذاری شدند یعنی در ورژن‌های ۶، ۷، ۸ و ۹.